# Roman Dușcov
Roman Dușcov (ur. 1995) – rumuński zapaśnik walczący w stylu wolnym. Srebrny medalista igrzysk frankofońskich w 2017 roku.